# Punjab (Indien)
Punjab (från persiskans panj āb, "fem floder", ibland därför stavat Panjab i västerländsk transkription) är en delstat i Indien, och är belägen vid gränsen till Pakistan. Den västligare delen av det historiska Punjab ligger på den pakistanska sidan om gränsen. 
Regionen kom under brittiskt styre när Ostindiska Kompaniet annekterade Punjab 29 mars 1849. Provinsen Punjab delades vid den indiska självständigheten 1947 i West Punjab i Pakistan och delstaten Punjab i Indien. Eftersom Punjabs historiska huvudstad Lahore kom att tillhöra Pakistan byggdes en ny huvudstad, Chandigarh, för det indiska Punjab. En grupp furstestater bildade Patiala and East Punjab States Union 1948, som blev en delstat i Indien 1950 och uppgick i delstaten Punjab 1956. 1966 avskildes delstaten Haryana från Punjab och Chandigarh blev ett unionsterritorium som fungerar som huvudstad för båda delstaterna.
Ordet Punjab betyder land med fem floder. Floderna är biflöden till Indus som finns i den del av provinsen som efter självständigheten ingår i Pakistan. Två av floderna, Sutlej och Beas, flyter genom indiska Punjab och Ravi utgör en del av gränsen mot Pakistan.
Större delen av Punjab är slättland som ramas in av bergsmassiv i norr. Trots liten nederbörd är Punjab en rik jordbruksprovins och detta beror på de goda möjligheterna till konstbevattning med hjälp av floderna. Främsta grödor i delstaten är vete och ris.
Sikhism är den största religionen i (indiska) Punjab (60 % av befolkningen). Sikhismen har inte fått ett starkare fäste någon annanstans i världen, då det är i delstaten den har sitt ursprung.
Gyllene templet, sikhismens heligaste plats, ligger i Amritsar i Punjab.
2 mars 2007 tillträdde Parkash Singh Badal som chefsminister för fjärde gången.
Läskunnigheten i delstaten för personer som är 7 år eller äldre var totalt 76,7 % vid folkräkningen 2011, varav nivån var 81,5 % bland män och 71,3 % bland kvinnor. Urbaniseringsgraden är 29,6 %. BNP växte med 6,8 % 1996/97.